# Edifício ARBED
O Edifício da ARBED é um edifício histórico localizado em Luxemburgo, capital do Luxemburgo, na Avenue de la Liberté, número 19, o maior boulevard da cidade. Construído em 1922, possui 15 mil metros quadrados, e foi projetado pelo arquiteto René Théry.
O prédio é a antiga sede da ARBED (Aciéries Réunies de Burbach-Eich-Dudelange) e da ArcelorMittal, que vendeu o edifício ao Banque et Caisse d'Epargne de l'Etat em 2014, devido os elevados custos de manutenção do prédio histórico.
A ARBED participou da fundação da Companhia Siderúrgica Belgo-Mineira, em Sabará, Minas Gerais, em 1927.

## Galeria de imagens

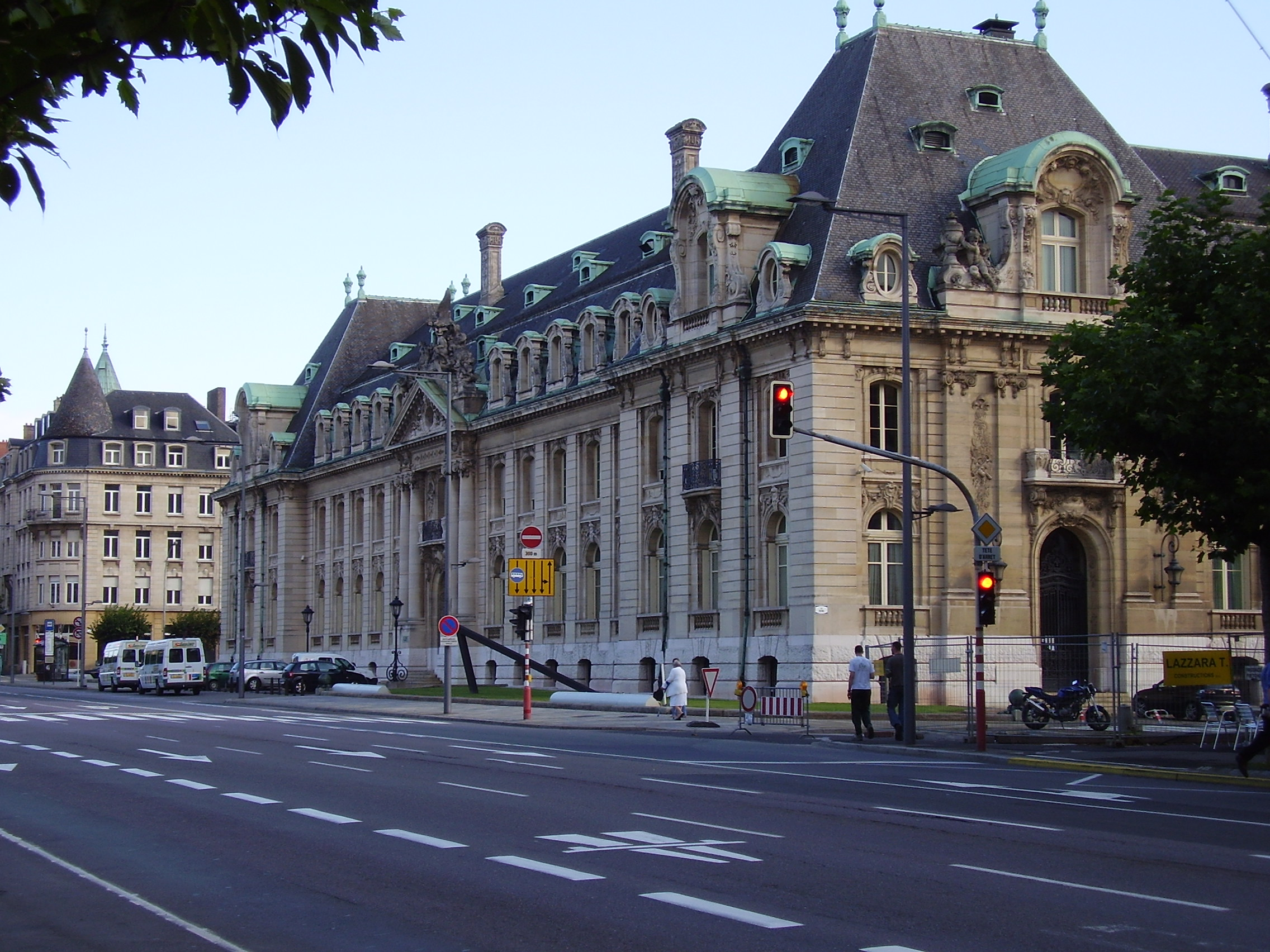
Prédio da ARBED, um dos edifícios emblemáticos de Luxemburgo
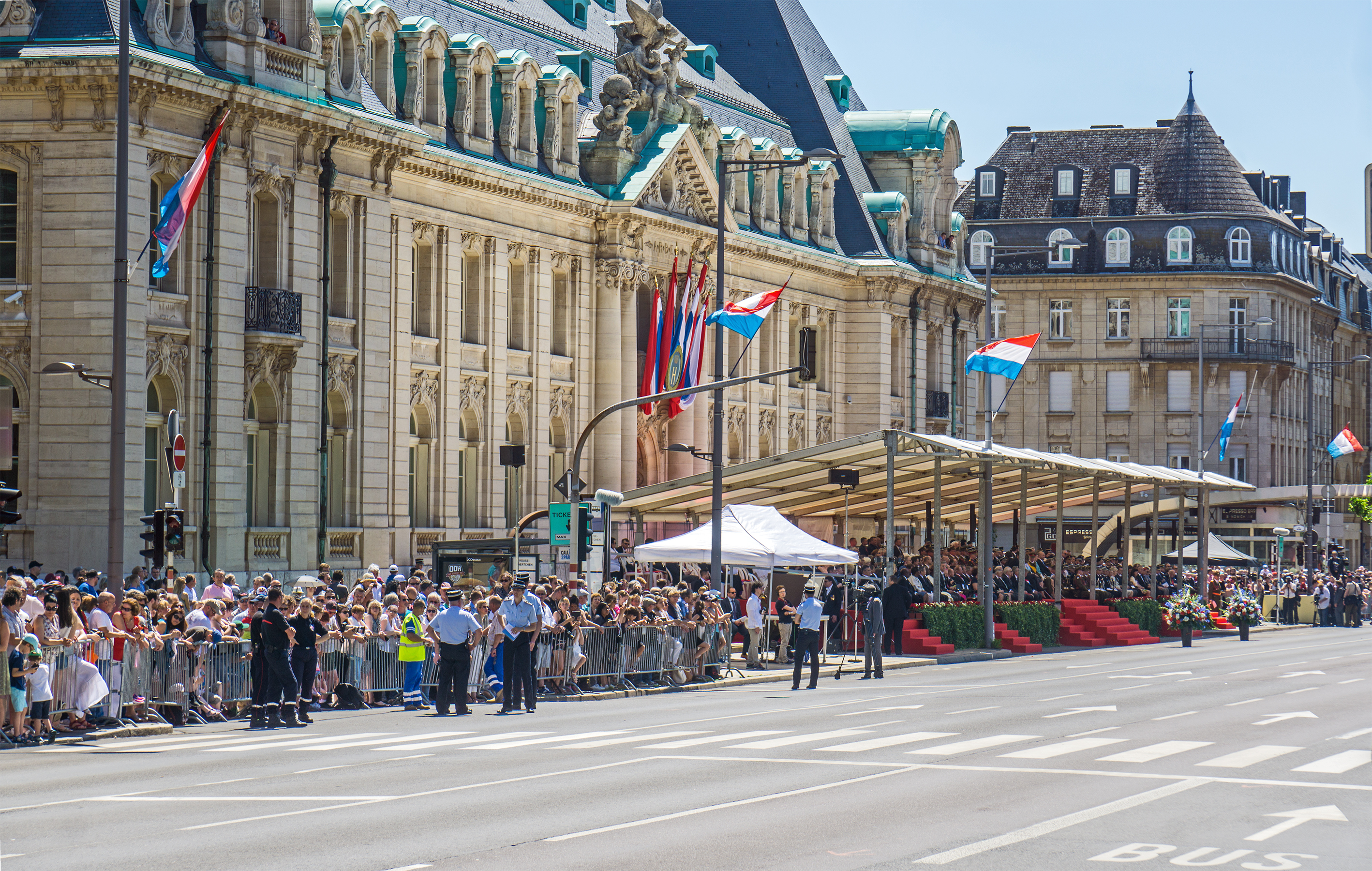
Edifício ARBED durante o Aniversário Oficial do Grande Duque em 2016
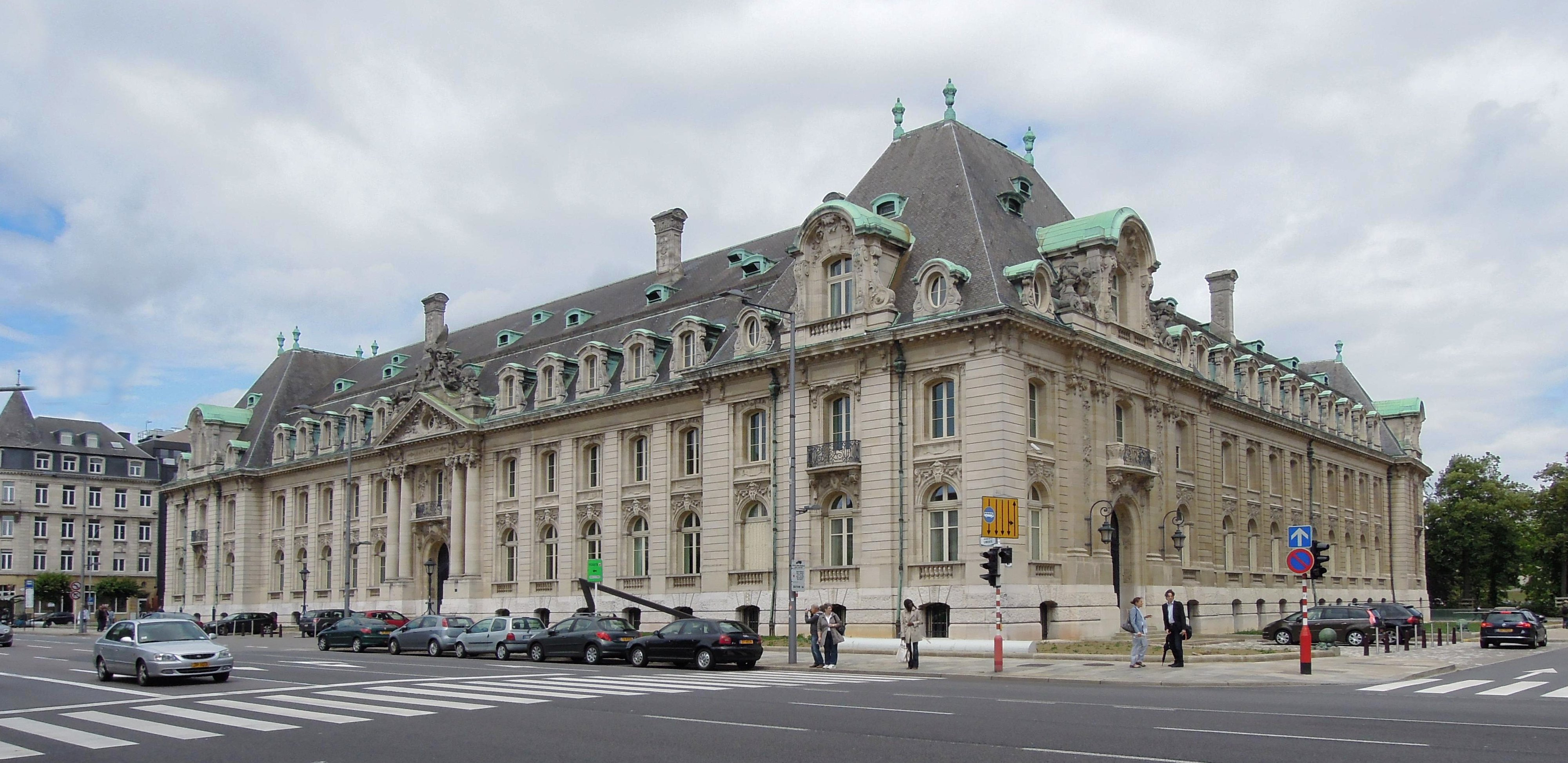
Edifício da ARBED, na Avenue de la Liberté, 19, Luxemburgo
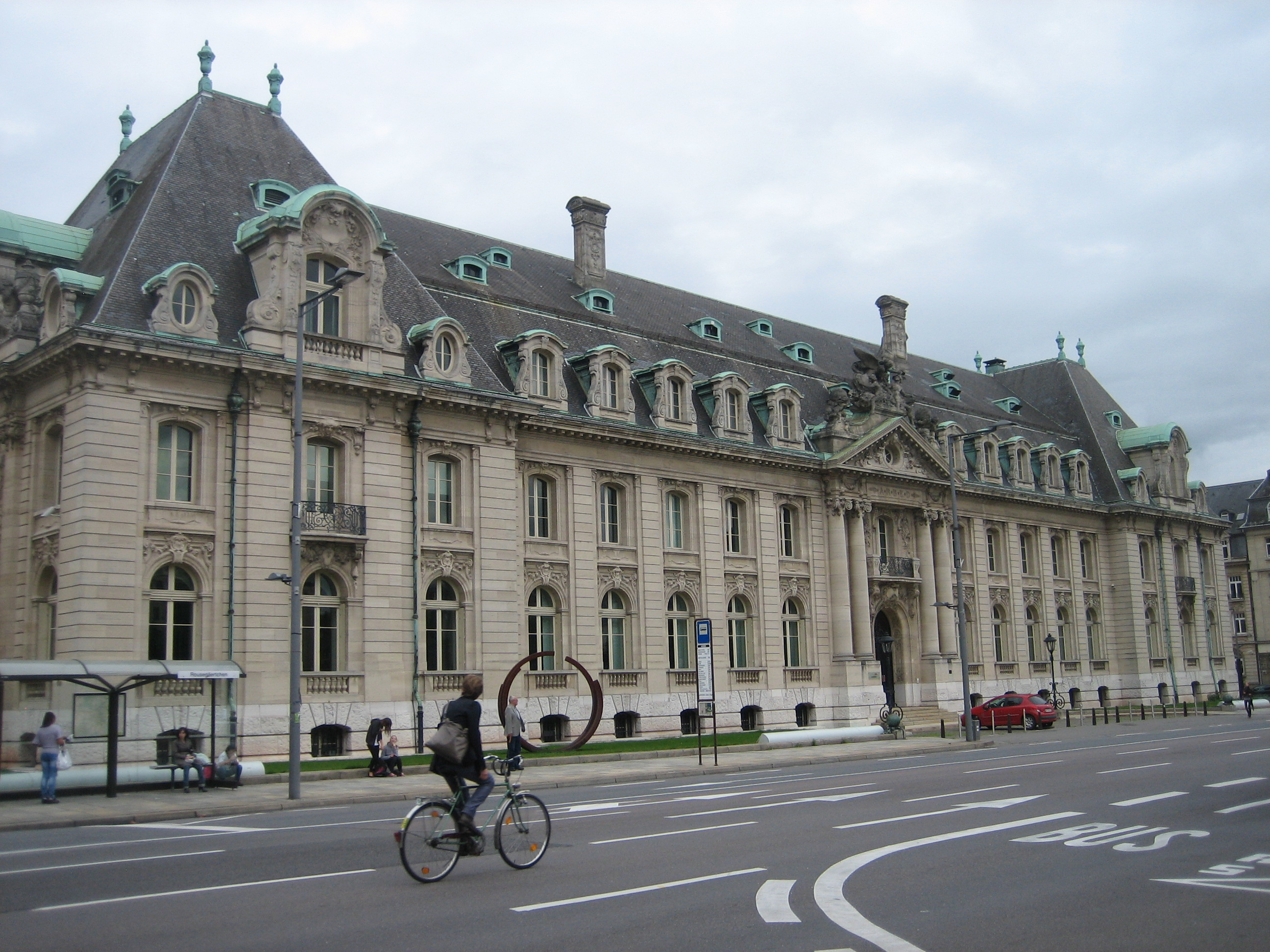
Edifício da ARBED